# Omnium (België)
Het Omnium van België is sinds 1960 een jaarlijkse golfwedstrijd waaraan professionele en amateur golfers mee mogen doen.

## Alps Tour
In 2008 werd het Omnium onderdeel van de Alps Tour. De naam van het toernooi is veranderd in PGA Challenge Flory van Donck.
Het prijzengeld was in 2012 gestegen naar € 45.000.
| Jaar                                          | Heren (pro)                                      | Dames (pro)                                   | Heren (amateur)                               | Dames (amateur)                               |                                |
| Omnium of Belgium - Challenge Flory van Donck | Omnium of Belgium - Challenge Flory van Donck    | Omnium of Belgium - Challenge Flory van Donck | Omnium of Belgium - Challenge Flory van Donck | Omnium of Belgium - Challenge Flory van Donck |                                |
| --------------------------------------------- | ------------------------------------------------ | --------------------------------------------- | --------------------------------------------- | --------------------------------------------- | ------------------------------ |
| 2013                                          | Geannuleerd wegens slecht weer                   | Geannuleerd wegens slecht weer                | Geannuleerd wegens slecht weer                | Geannuleerd wegens slecht weer                | Geannuleerd wegens slecht weer |
| 2012                                          | Hugues Joannes (-4)                              | =                                             | Patrick Hanauer                               | Manon De Roey                                 |                                |
| 2011                                          | Hugues Joannes (-3)                              | Victoria Tomko (+3)                           | Pierre-Alexis Rolland (-6)                    | Manon De Roey (-3)                            |                                |
| 2010                                          | Uli Weinhandl                                    | Sara Vanzonhoven                              | Christopher Mivis                             | Cloë Leurquin                                 |                                |
| 2009                                          | Benjamin Hebert                                  | Ellen Smets                                   | Christopher Mivis                             | Alicia Good                                   |                                |
| Omnium of Belgium                             |                                                  |                                               |                                               |                                               |                                |
| 2008                                          | François Nicolas                                 | Lien Willems                                  | Hugues Joannes                                | Laura Gonzalez-Escallon                       |                                |
| 2007                                          | Laurent Richard                                  | Véronique Verhaegen                           | Dimitri Van Doren                             | Victoria Tomko                                |                                |
| 2006                                          | Didier De Vooght                                 | Naïma Ghilain                                 | Pierre Thomas                                 | Valentine Gevers                              |                                |
| 2005                                          | Didier De Vooght                                 | Naïma Ghilain                                 | Jonathan Horsman                              | Emilie Geury                                  |                                |
| 2004                                          | Jérôme Theunis                                   | Naïma Ghilain                                 | Hervé Gevers                                  | Tamara Luccioli                               |                                |
| 2003                                          | Nicolas Colsaerts                                | Véronique Verhaegen                           | Gerald Gresse                                 | Valerie Van Hecke                             |                                |
| 2002                                          | Bruno Petit                                      | Ellen Smets                                   | Pasquale Di Marco                             | Justine Barbier                               |                                |
| 2001                                          | Arnaud Langenaeken                               | Corinne Reybroeck                             | François Nicolas                              | Célestine De Vos                              |                                |
| 2000                                          | Arnaud Langenaeken                               | Annabelle Haxhe                               | Stefan Boschmans                              | Naïma Ghilain                                 |                                |
| 1999                                          | Arnaud Langenaeken                               | Annabelle Haxhe                               | Stefan Boschmans                              | Naïma Ghilain                                 |                                |
| 1998                                          | Jérôme Theunis (Am) Didier De Vooght (beste pro) | Annabelle Haxhe                               | Jérôme Theunis                                | Naïma Ghilain                                 |                                |
| 1997                                          | Nicolas Vanhootegem                              | ?? S. Forsten                                 | Didier De Vooght                              | Gersende De Bie                               |                                |
| 1996                                          | Arnaud Langenaeken                               | Valérie Van Ryckeghem                         | Didier De Vooght                              | Annabelle Haxhe                               |                                |
| 1995                                          | Boris Janjic                                     | =                                             | Didier De Vooght                              | Valérie Van Ryckeghem                         |                                |
| 1994                                          | Dany Vanbegin                                    | =                                             | Nicolas Todtenhaupt                           | Lana Freund                                   |                                |
| 1993                                          | Chris Morton                                     | =                                             | Nicolas Vanhootegem                           | Lara Tadiotto                                 |                                |
| 1992                                          | Chris Morton                                     | =                                             | Arnaud Langenaeken                            | Lara Tadiotto                                 |                                |
| 1991                                          | Chris Morton                                     | =                                             | Nicolas Vanhootegem                           | Aline Van der Haegen                          |                                |
| 1990                                          | Christian Ditlefsen                              | =                                             | Emmanuel Janssens                             | Aline Van der Haegen                          |                                |
| 1989                                          | Cees Renders                                     | =                                             | Michael Eaton                                 | Aline Van der Haegen                          |                                |
| 1988                                          | John Wilkinson                                   | =                                             | Jean Marc Anciaux                             | Aline Van der Haegen                          |                                |
| 1987                                          | Chris Morton                                     | =                                             | Michael Eaton                                 | Aline Van der Haegen                          |                                |
| 1986                                          | John Wilkinson                                   | =                                             | Michael Eaton                                 | Aline Van der Haegen                          |                                |
| 1985                                          | Vance Waters                                     | =                                             | Freddy Rodesch                                | Aline Van der Haegen                          |                                |
| 1984                                          | John Wilkinson                                   | =                                             | Thierry Goossens                              | Marianne Philippart de Foy                    |                                |
| 1983                                          | André Van Damme                                  | =                                             | Michel Moerman                                | Aline Van der Haegen                          |                                |
| 1982                                          | André Van Damme                                  | =                                             | Thierry Goossens                              | Françoise Bonnelance                          |                                |
| 1981                                          | Garry Cullen                                     | =                                             | Bruno Dupont                                  | M. Toussaint                                  |                                |
| 1980                                          | Garry Cullen                                     | =                                             | Thierry Goossens                              | Isabelle Declerq                              |                                |
| 1979                                          | Dennis Watson                                    | =                                             | Michel Moerman                                | Françoise De Wagheneire                       |                                |
| 1978                                          | Garry Cullen                                     | =                                             | Jacques Moerman                               | Louise van den Berghe                         |                                |
| 1977                                          | Bob Wynn                                         | =                                             | Freddy Rodesch                                | Louise van den Berghe                         |                                |
| 1976                                          | Sylvain Bouillon                                 | =                                             | Jacques Moerman                               | Marianne Toussaint                            |                                |
| 1975                                          | Marcel Vercruyce                                 | =                                             | Freddy Rodesch                                | Corinne Reybroeck                             |                                |
| 1974                                          | Donald Swaelens                                  | =                                             | Eric Boyer de la Giroday                      | Corinne Reybroeck                             |                                |
| 1973                                          | Donald Swaelens                                  | =                                             | Freddy Rodesch                                | Corinne Reybroeck                             |                                |
| 1972                                          | Donald Swaelens                                  | =                                             | Freddy Rodesch                                | Corinne Reybroeck                             |                                |
| 1971                                          | Donald Swaelens                                  | =                                             | Jacques Moerman                               | Corinne Reybroeck                             |                                |
| 1970                                          | Donald Swaelens                                  | =                                             | Jacques Moerman                               | Corinne Reybroeck                             |                                |
| 1969                                          | Donald Swaelens                                  | =                                             | Jacques Moerman                               | Maggy Brose                                   |                                |
| 1968                                          | Flory Van Donck                                  | =                                             | Freddy Rodesch                                | F. Berard                                     |                                |
| 1967                                          | Donald Swaelens                                  | =                                             | Freddy Rodesch                                | Corinne Reybroeck                             |                                |
| 1966                                          | Flory Van Donck                                  | =                                             | Freddy Rodesch                                | Arlette Engel                                 |                                |
| 1965                                          | Flory Van Donck                                  | =                                             | Philippe Washer                               | P. Leysen                                     |                                |
| 1964                                          | Flory Van Donck                                  | =                                             | Jacques Moerman                               | J. De Schutter                                |                                |
| 1963                                          | Flory Van Donck                                  | =                                             | Freddy Rodesch                                | J. Francois                                   |                                |
| 1962                                          | Donald Swaelens                                  | =                                             | Freddy Rodesch                                | J. Vivario                                    |                                |
| 1961                                          | Donald Swaelens                                  | =                                             | Jacques Moerman                               | J. Vivario                                    |                                |
| 1960                                          | Flory Van Donck                                  | =                                             | Jacques Moerman                               | J. Francois                                   |                                |

## Banen
Het Omnium is onder meer in de volgende jaren op de volgende banen gespeeld:
- Royal Latem Golf Club: 1962, 1970, 1982, 2011
- Royal Golf Club du Hainaut: 1966, 1979, 1986
- Royal Waterloo Golf Club: 1969, 1973
- Royal Zoute Golf Club: 1971, 1978
- Royal Antwerp Golf Club: 1975, 1983,
- Royal Ostend Golf Club: 1976
- Limburg Golf & Country Club: 1977, 1987, 1990 t/m 2005, 2007 , 2011
- Golf & Country Club Oudenaarde: 1984
- Royal Golf Club Sart-Tilman: 1980, 1985
- Golf du Bercuit: 1981
- Keerbergen Golfclub: 1989
- Cleydael Golf & Country Club: 2006
- Golf Club de Pierpont: 2008
- Rinkven International Golf & Country Club: 2009
- Millennium Golf: 2010